# Nikolaï Raïnov
Pour les articles homonymes, voir Raïnov.
Nikolaï Raïnov (en bulgare : Николай Райнов), né le 1er janvier 1889 à Kessarevo (bg) et mort le 2 mai 1954 à Sofia, est un écrivain, poète, artiste et universitaire bulgare.
C'est un théoricien de l'art moderne bulgare au début du XXe siècle au point d'être l'un des modernistes les plus notables d'Europe de l'Est.
Il est le père du sculpteur bulgare Boyan Raïnov et de l'écrivain bulgare Bogomil Raïnov (en).